# Nič od tega
Nič od tega (kratica NOT) je slovenska politična stranka, ki je bila ustanovljena v začetku leta 2024, po besedah vodilnih članov pa so jo ustanavljali več kot leto dni. Stranka je bila javnosti uradno predstavljena 22. marca 2024 v Ljubljani, na dokaj neobičajen način s satiričnimi gesli. Vodji stranke sta aktivist Boris Žulj in nekdanja poslanka Levice Violeta Tomić.

## Ideologija
Gre za satirično stranko, ki se opredeljuje kot »začetnica ničodtegaizma in stranka, prilagojena vsakomur«. Predstavniki stranke so na uradni tiskovni konferenci v svojem stilu obljubili legalizacijo korupcije, zmago na Evroviziji, brezplačne toplice in neizmerno srečo. Na družbenih omrežjih objavljajo satirična stališča, kot so legalizacija korupcije, ukinitev ponedeljkov, preimenovanje sodišč v farso in tako dalje. Izpostavili so, da si želijo poslanca v Evropskem parlamentu in zato tudi kandidirali na evropskih volitvah 2024, kot nosilko liste pa so predlagali Violeto Tomić.
Vodja stranke je v soočenjih sicer zagovarjala prost pretok ljudi v EU, človekove pravice, jedrsko energijo kot »zeleno« energijo, nasprotovanje investicijam v oboroževanje in idejo, da so glavni onesnaževalci »korporacije in vojaška industrija«. Tomićeva, ki se sicer kot govorka redno udeležuje shodov v podporo Rusiji, je trdila tudi, da se na ozemlju Ukrajine odvija »posredniška vojna« med ZDA in Rusijo, ki se je začela leta 2014 in ne z rusko invazijo leta 2022, za rusko agresijo pa je krivila Ukrajino. Menila je, da je vojno v Ukrajini potrebno »ustaviti«, tja poslati humanitarno pomoč in vojno rešiti »diplomatsko na mirovnih pogajanjih« ter se sklicevala na izjavo papeža, da je čas za ukrajinsko predajo. Nosilka liste je med kampanjo tudi trdila, da »Rusije v zgodovini ni še nihče premagal« in širila ruske obtožbe o genocidu v Donbasu, ki so bile označene za lažne.

## Evropske volitve

### Volitve v Evropski parlament 2024
Stranka je na evropskih volitvah 2024 kandidirala s samostojno kandidatno listo, za nosilko so izbrali Violeto Tomić. Stranko je med drugim javno podprl nekdanji grški finančni minister Janis Varufakis.
Stranka je listo vložila na zadnji dan za vlaganje kandidatur, v petek, 10. maja. Poudarili so, da do uspeha na volitvah želijo priti preko satirične kampanje in nastavljanja ogledala politikom.
1. Violeta Tomić
2. Darko Hribar
3. Tjaša Zorc Rupnik
4. Janez Stariha
5. Alenka Pečnik
6. Gregor Jankovič
7. Amadeja Kugl
8. Tomaž Makovec
9. Alberto Avguštinčič

Na volitvah je stranka z 1,53% glasov zasedla zadnje mesto in se ji ni uspelo prebiti v evropski parlament. Rezultat so označili za »dober« in napovedali kandidaturo na prihodnjih parlamentarnih volitvah.